# Curium
Curium är ett radioaktivt metalliskt grundämne som tillhör aktiniderna. Curium är en transuran som bildas i kärnreaktorer. Grundämnet används bland annat som medicinsk strålningskälla. Ämnet är uppkallat efter Pierre och Marie Curie.